# سو (یا در فصلی از جنایت)
«سو (یا در فصلی از جنایت)» (انگلیسی: Sue (Or in a Season of Crime)) ترانه‌ای از دیوید بویی، موسیقی‌دان انگلیسی، است که در ۱۷ نوامبر ۲۰۱۴ به عنوان تک‌آهنگ آغازین آلبوم گردآوری‌شده ۲۰۱۴ او، هیچ چیزی تغییر نکرده‌است منتشر شد. این ترانه که به‌دست بویی و همکار دیرینه‌اش تونی ویسکانتی تهیه شد، پس از اجرای ماریا اشنایدر با ارکستر خود در مهٔ ۲۰۱۴ ساخته شد. آن‌ها در نخستین پروژه بزرگتر بویی از زمان روز بعد (۲۰۱۳) شروع به همکاری کردند. پس برگزاری جلسات کارگاه آموزشی در اواسط ژوئن، این ترانه به‌طور رسمی در ۲۴ ژوئیه ۲۰۱۴ در استودیو آواتار نیویورک با مشارکت ارکستر اشنایدر ضبط شد.
اگرچه بویی در اوایل دوران فعالیتش جاز را تجربه کرده بود، «سو» اولین کاوش‌های بویی در جاز آوانگارد را رقم زد. این ترانه به‌لحاظ موسیقی شامل آرایه‌ای از سازها است و از طریق موتیف فلوتی و سازهای بادی برنجی اجرا می‌شود. ساکسیفونیست دانی مک کاسلین تکنوازی این قطعه را نواخته‌است. درحالی که اشعار «سو» با الهام از نوشته‌های شاعر رابرت براونینگ سرایش شد، متنی تشریحی است که زوال ازدواجی را به تصویر می‌کشد. این ترانه که در اکتبر ۲۰۱۴ به نمایش درآمد، بازخوردهای مثبتی از منتقدان موسیقی به دست آورد، اما برخی عقیده داشتند که گنجاندن آن در یک آلبوم گردآوری‌شده، ترانه را کم‌اهمیت می‌کند. موزیک ویدئویی به کارگردانی تام هینگستون آن را تبلیغ کرد.
بویی هم «سو» و هم ترانه بی-ساید آن، «افسوس که او یک فاحشه بود»، را برای بیست و ششمین و آخرین آلبوم استودیویی خود، ستاره سیاه (۲۰۱۶) دوباره ضبط کرد. نسخهٔ جدید شامل نوازندگان نسخه اصلی، از جمله مک‌کاسلین، درامر مارک گویلیانا و گیتاریست بن موندر، همراه با پیانیست جیسون لیندنر، نوازنده بیس تیم لوفور و جیمز مورفی از ال‌سی‌دی ساوندسیستم در سازهای کوبه‌ای است. این بازسازی نسبت به نسخهٔ اصلی محتویاتش کمتر است و دارای صدایی خشن‌تر و کوبنده‌تر متأثر درام اند بیس است، در حالی که آواز بویی در آن آرام‌تر اجرا می‌شود. بسیاری از منتقدان بازسازی را به‌عنوان نسخهٔ برتر از ضبط اصلی تحسین کرده‌اند.